# República Popular China en los Juegos Paralímpicos de Salt Lake City 2002
La República Popular China estuvo representada en los Juegos Paralímpicos de Salt Lake City 2002 por cuatro deportistas, tres hombres y una mujer. El equipo paralímpico chino no obtuvo ninguna medalla en estos Juegos.